# Gouvernement Herrera V
 Castille-et-León
Herrera IV Mañueco I
Le gouvernement Herrera V est le gouvernement de Castille-et-León entre le 8 juillet 2015 et le 17 juillet 2019, durant la IXe législature des Cortes de Castille-et-León. Il est présidé par Juan Vicente Herrera.

## Composition

### Initiale
| Fonction                                                         | Titulaire | Titulaire                             | Parti |
| ---------------------------------------------------------------- | --------- | ------------------------------------- | ----- |
| Président                                                        |           | Juan Vicente Herrera                  | PP    |
| Vice-présidente Conseillère à l'Emploi Porte-parole              |           | Rosa María Valdeón Santiago           | PP    |
| Conseiller à la Présidence Secrétaire du conseil de gouvernement |           | José Antonio de Santiago-Juárez López | PP    |
| Conseillère à l'Économie et aux Finances                         |           | Pilar del Olmo Moro                   | PP    |
| Conseiller à l'Équipement et à l'Environnement                   |           | Juan Carlos Suárez-Quiñones Fernández | PP    |
| Conseillère à l'Agriculture et à l'Élevage                       |           | Milagros Marcos Ortega                | PP    |
| Conseiller à la Santé                                            |           | Antonio María Sáez Aguado             | PP    |
| Conseillère à la Famille et à l'Égalité des chances              |           | Alicia García Rodríguez               | PP    |
| Conseiller à l'Éducation                                         |           | Fernando Rey Martínez                 | Sans  |
| Conseillère à la Culture et au Tourisme                          |           | María Josefa García Cirac             | PP    |

### Remaniement du13 septembre 2016
- Les nouveaux conseillers sont indiqués en gras, ceux ayant changé d'attributions en italique.

| Fonction                                                                        | Titulaire | Titulaire                             | Parti |
| ------------------------------------------------------------------------------- | --------- | ------------------------------------- | ----- |
| Président                                                                       |           | Juan Vicente Herrera                  | PP    |
| Vice-président Conseiller à la Présidence Secrétaire du conseil de gouvernement |           | José Antonio de Santiago-Juárez López | PP    |
| Conseillère à l'Économie et aux Finances                                        |           | Pilar del Olmo Moro                   | PP    |
| Conseiller à l'Emploi                                                           |           | Carlos Javier Fernández Carriedo      | PP    |
| Conseiller à l'Équipement et à l'Environnement                                  |           | Juan Carlos Suárez-Quiñones Fernández | PP    |
| Conseillère à l'Agriculture et à l'Élevage Porte-parole                         |           | Milagros Marcos Ortega                | PP    |
| Conseiller à la Santé                                                           |           | Antonio María Sáez Aguado             | PP    |
| Conseillère à la Famille et à l'Égalité des chances                             |           | Alicia García Rodríguez               | PP    |
| Conseiller à l'Éducation                                                        |           | Fernando Rey Martínez                 | Sans  |
| Conseillère à la Culture et au Tourisme                                         |           | María Josefa García Cirac             | PP    |

### Remaniement du22 mars 2019
- Les nouveaux conseillers sont indiqués en gras, ceux ayant changé d'attributions en italique.

| Fonction                                                                                        | Titulaire | Titulaire                             | Parti |
| ----------------------------------------------------------------------------------------------- | --------- | ------------------------------------- | ----- |
| Président                                                                                       |           | Juan Vicente Herrera                  | PP    |
| Vice-président Conseiller à la Présidence, porte-parole                                         |           | José Antonio de Santiago-Juárez López | PP    |
| Conseillère à l'Économie et aux Finances                                                        |           | Pilar del Olmo Moro                   | PP    |
| Conseiller à l'Emploi Conseiller à la Famille et à l'Égalité des chances (a.i.)                 |           | Carlos Javier Fernández Carriedo      | PP    |
| Conseiller à l'Équipement et à l'Environnement Conseiller à l'Agriculture et à l'Élevage (a.i.) |           | Juan Carlos Suárez-Quiñones Fernández | PP    |
| Conseiller à la Santé                                                                           |           | Antonio María Sáez Aguado             | PP    |
| Conseiller à l'Éducation                                                                        |           | Fernando Rey Martínez                 | Sans  |
| Conseillère à la Culture et au Tourisme                                                         |           | María Josefa García Cirac             | PP    |

### Remaniement du14 juin 2019
- Les nouveaux conseillers sont indiqués en gras, ceux ayant changé d'attributions en italique.

| Fonction | Titulaire | Titulaire                             | Parti |
| --- | --------- | ------------------------------------- | ----- |
| Président |           | Juan Vicente Herrera                  | PP    |
| Conseiller à l'Emploi Conseiller à la Famille et à l'Égalité des chances (a.i.) Conseiller à l'Économie et aux Finances (a.i.) |           | Carlos Javier Fernández Carriedo      | PP    |
| Conseiller à l'Équipement et à l'Environnement Conseiller à l'Agriculture et à l'Élevage (a.i.)                                |           | Juan Carlos Suárez-Quiñones Fernández | PP    |
| Conseiller à la Santé |           | Antonio María Sáez Aguado             | PP    |
| Conseiller à l'Éducation |           | Fernando Rey Martínez                 | Sans  |
| Conseillère à la Culture et au Tourisme Conseillère à la Présidence, porte-parole (a.i.)                                       |           | María Josefa García Cirac             | PP    |